# Texara compressa
Texara compressa är en tvåvingeart som beskrevs av Walker 1856. Texara compressa ingår i släktet Texara och familjen barkflugor. Inga underarter finns listade i Catalogue of Life.